# 广德泰药酒
广德泰药酒又稱广德泰酒，是中華人民共和國廣東省汕头市广德泰酒厂实业有限公司所生产的酒類總稱。广德泰酒出現於清朝光绪年间，創始人為由范友龙。1941年，日本飞机炸毀了位於潮阳的广德泰药行，於是广德泰药酒第二代傳人范伯谦移居澳门经营药酒。1948年返回潮阳。1956年，广德泰药行停业。1983年，第四代传人范进乐恢復生產广德泰药酒。1987年7月1日，汕头市广德泰酒厂实业有限公司成立。2006年，該公司被中国商务部认定为中华老字号。